# Rob the Mob – Mafia ausrauben für Anfänger
Rob the Mob – Mafia ausrauben für Anfänger (Originaltitel: Rob the Mob) ist ein US-amerikanischer Film des Regisseurs Raymond De Felitta aus dem Jahr 2014 über ein junges Paar, das während des großen John-Gotti-Prozesses Social-Clubs der Mafiafamilien Gambinos und Bonnanos überfällt.

## Handlung
Tommy und Rosie sind ein Gangsterpärchen – sehr verliebt und ziemlich durchgeknallt. Nach einem 18-monatigen Gefängnisaufenthalt wegen eines bewaffneten Raubüberfalls kommt Tommy frei und tritt einen Job in einer Firma an, in der zwischenzeitlich seine Freundin Rosie angestellt wurde. Doch ist er mit dieser Situation und dem knappen Gehalt nicht wirklich glücklich. Stets blickt er neidisch und zornig auf die wohlhabenden Mafiosi in seiner Nachbarschaft, von denen er meint, dass sie eigentlich nur fette und alte Männer sind, die nur noch von ihrem Ruf leben.
Verstärkt wird sein Zorn durch die Tatsache, dass diese seinen Vater oft schlugen und erniedrigten, da er mit Zahlungen im Rückstand war, durch ein Mafia-Darlehen welches er für einen Laden benötigte, den nun seine Mutter und sein Bruder betreiben. Tommy schwänzt die Arbeit, um dem Mafioso Salvatore „Sammy the bull“ Gravano zuzusehen wie er als Kronzeuge gegen die Mafia bzw. seinen Boss John Gotti aussagt und unter anderem erwähnt, wo sich ihre Social-Clubs befinden und dass es ihnen verboten ist, dort Waffen bei sich zu führen.
Dies bringt Tommy auf die Idee, die besagten Mafia-Klubs zu überfallen, während Rosie die Fluchtfahrerin sein soll. Schließlich raubt das Gangsterpärchen einen Social-Club nach dem anderen aus und zwingt die Mafiosi sogar sich bis auf die Unterwäsche auszuziehen. Das FBI, das vor Ort die Mafia observiert, bekommt davon Wind und schafft es, sogar ein Foto von den halbnackten Gangstern zu schießen, was zu allem Überfluss später an die Presse gelangt. Diese Blöße und der Fakt, dass sie die Frechheit besaßen, die Mafiosi auszurauben, wird das Pärchen noch in ungeahnte Schwierigkeiten bringen.

## Produktion
Die Dreharbeiten zum Film begannen im Mai 2013 in Manhattan, New York City.